# Das Lächeln der Sterne
Das Lächeln der Sterne (Originaltitel: Nights in Rodanthe) ist ein US-amerikanisch-australisches Filmdrama aus dem Jahr 2008. Regie führte George C. Wolfe, das Drehbuch schrieben Ann Peacock und John Romano anhand des gleichnamigen Romans von Nicholas Sparks aus dem Jahr 2002.

## Handlung
Adrienne Willis lebt mit ihrer Tochter und ihrem Sohn allein. Ihr Ehemann Jack hat sie vor einigen Monaten verlassen. Bei der Übergabe der Kinder spricht er mit ihr und möchte, dass sie wieder zusammen leben. Sie muss sich über die veränderte Situation klar werden und verspricht ihm nichts. Sie fährt in die Küstenstadt Rodanthe in North Carolina, wo sie ein Hotel leitet, das ihrer Freundin gehört. Am Wochenende hat sie nur einen Gast, den Arzt Paul Flanner, der Schuldgefühle hat, nachdem eine seiner Patientinnen während einer Operation gestorben ist. Er reist nach Rodanthe und wohnt als einziger Gast im Hotel.
Flanner möchte sich mit dem Ehemann der Verstorbenen aussprechen, nachdem dieser ihm geschrieben hat. Eine erste Aussprache scheitert am Verhalten des Sohnes der Patientin. Flanner will abreisen. Ein aufkommender Sturm bringt Adrienne Willis mit dem Arzt zusammen. Nachdem Flanner nochmals mit dem Ehemann der Patientin gesprochen hat, reist er nach Südamerika zu seinem Sohn. Dieser ist auch Arzt und Flanner hat ihn seit einem Jahr weder gesehen noch gesprochen.
Adrienne trennt sich trotz des Widerstands ihrer Tochter endgültig von ihrem Ehemann. Sie und Flanner schreiben einander Liebesbriefe, während er sich in Südamerika aufhält. Flanner kehrt aber aus Südamerika nicht zurück. Der Sohn kommt zu ihr und berichtet ihr, dass er es ihr verdankt, dass sein Vater und er noch eine schöne Zeit verleben durften. Flanner ist bei einem Erdrutsch umgekommen. In ihrer Trauer verbindet sich Adrienne wieder mit ihrer pubertierenden Tochter.

## Soundtrack
1. Emmylou Harris: In Rodanthe
2. Lauren Pritchard: Way Down In North Carolina
3. Count Basie & His Orchestra: Jive At Five
4. Ruth Brown: Mama (He Treats Your Daughter Mean)
5. Slim and Slam: Swinging In The Key of C
6. Count Basie: Moten Swing
7. Dinah Washington: Back Water Blues
8. Glenn Gould: Johann Sebastian Bach: Goldberg Variations Bwv 988: Variation 26
9. The Dillards: Like A Hurricane
10. Dinah Washington: A Rockin’ Good Way (To Mess Around And Fall In Love)
11. Jule Garrish: Before I Met You
12. Katy Mitchell: Come Around To My House

## Hintergründe

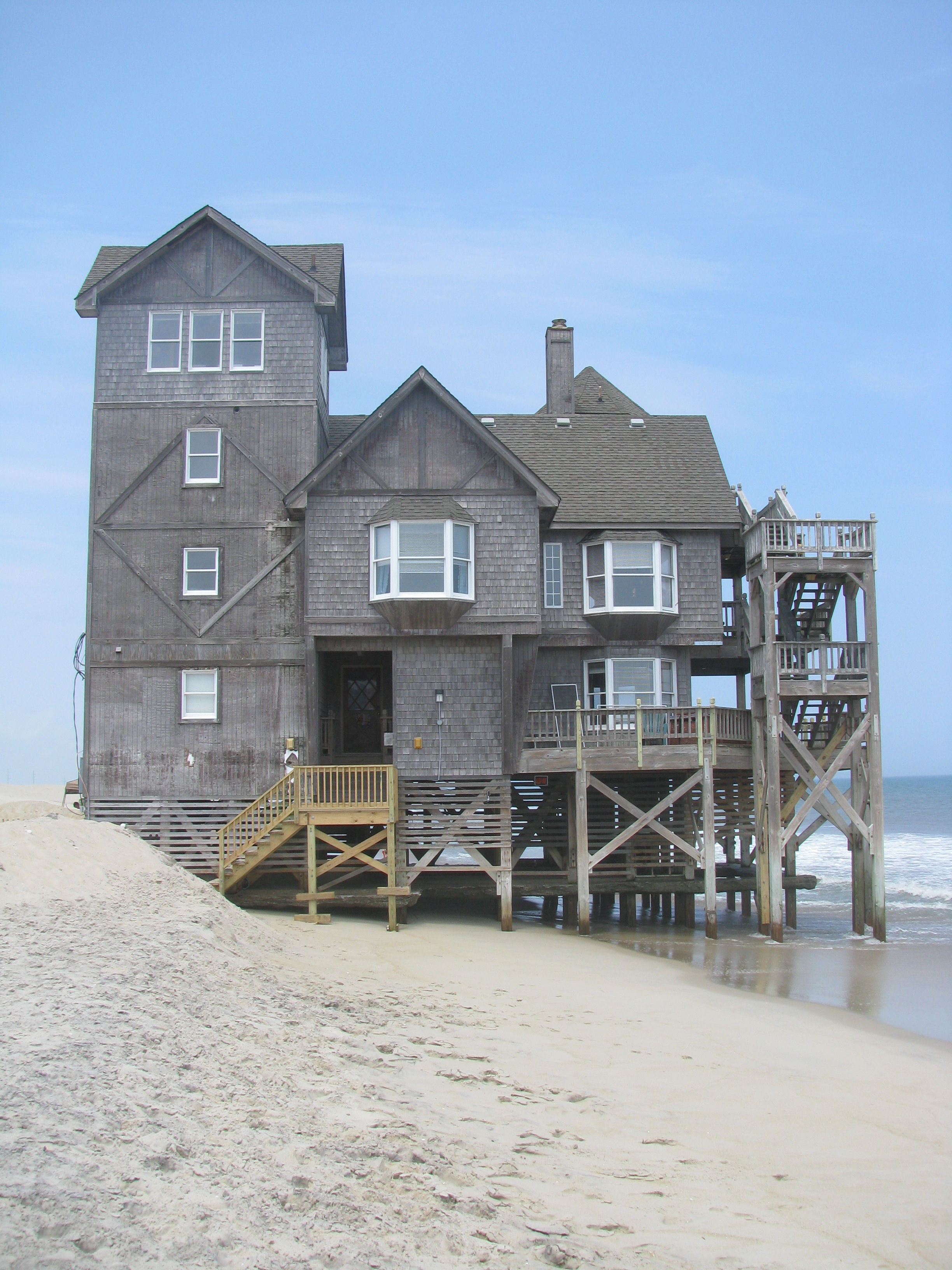
Das im Film verwendete Haus.

Die Zeitschrift Variety vom 31. Januar 2007 erwähnte in ihrem Bericht über das Filmprojekt, dass Diane Lane und Richard Gere bereits im Filmdrama Untreu aus dem Jahr 2002 ein Paar gespielt haben. Das Projekt wurde von dem australischen Unternehmen Village Roadshow Pictures mitfinanziert.
Der Film wurde in verschiedenen Orten in North Carolina gedreht. Die Produktion und den Vertrieb übernahm das Unternehmen Warner Bros. Der Film kam am 26. September 2008 in die US-amerikanischen Kinos. Der deutsche Kinostart folgte am 16. Oktober 2008.
Die Deutsche Film- und Medienbewertung FBW in Wiesbaden verlieh dem Film das Prädikat wertvoll.

## Kritiken
Roger Ebert schrieb in der Chicago Sun-Times vom 25. September 2008, der Film versuche, den Zuschauer zum Weinen zu bringen, indem er einen „klobigen Kunstgriff“ nach dem anderen verwende. Die Handlung beinhalte zahlreiche Klischees und Kniffe.

„Alles zielt auf großes Gefühlskino: ein graumelierter Richard Gere mit Dackelblick, die schöne Diane Lane, dazu eine Bestsellervorlage vom Liebesexperten Nicholas Sparks (‚Message in a Bottle‘). Doch wie die Rührung hier mit dem Holzhammer erzeugt wird, ist echt zum Heulen. [Fazit:] Schmachtfetzen, der sich arg ranschmeißt.“

## DVD- und Blu-ray-Veröffentlichung
- Das Lächeln der Sterne. Warner Home Video 2009 (DVD und Blu-ray)